# Пучков, Михаил Ильич
Михаи́л Ильи́ч Пучко́в (1924—1998) — советский военнослужащий. Участник Великой Отечественной войны. Герой Советского Союза (1944). Ефрейтор.

## Биография
Родился 2 февраля 1924 года в деревне Климентьевка Воронецкой волости Елецкого уезда Орловской губернии (ныне территория Елецкого района Липецкой области) в крестьянской семье. Русский. Окончил начальную школу в 1936 году. До начала Великой Отечественной войны работал в колхозе. В 1941 году по возрасту не был призван в Красную Армию и в начале декабря 1941 года оказался на оккупированной немцами территории. Несколько дней ему пришлось прятаться от оккупантов в собственном доме. К 9 декабря 1941 года в ходе Елецкой операции Елецкий район Орловской области был освобождён частями 13-й армии Юго-Западного фронта, и в начале февраля 1942 года был призван в РККА.
Военную службу начал в запасном полку в городе Алатырь, на базе которого прошёл военную подготовку, освоил воинскую специальность пулемётчика. В боях с немецко-фашистскими захватчиками с 12 июля 1942 года на Воронежском фронте в составе 796-го стрелкового полка 141-й стрелковой дивизии 40-й армии. Боевое крещение принял в боях за город Воронеж. К августу 1942 года 141-я стрелковая дивизия в уличных боях понесла тяжёлые потери и была выведена на переформирование. В это же время был переведён на должность понтонёра в 15-й отдельный понтонно-мостовой батальон Воронежского фронта. До декабря 1942 года в составе своего подразделения переправлял через Дон воинские формирования, вооружение, технику и военные грузы. В результате зимнего наступления 1943 года войсками Воронежского фронта был сформирован южный фас Курской дуги. Во время Курской битвы 15-й отдельный понтонно-мостовой батальон, вошедший в состав 6-й понтонно-мостовой бригады и ставший моторизованным, действовал в прифронтовом тылу, занимаясь восстановлением разрушенных немецкой авиацией и артиллерией мостов и организуя новые переправы. Во время Белгородско-Харьковской операции его личный состав осуществлял инженерное сопровождение частей Воронежского фронта, наступающих на ахтырском направлении, а во время Сумско-Прилукской операции прокладывал им путь через водные преграды к Днепру. Особо отличился при форсировании реки Днепр и во время последующей работы на переправе.
Передовые подразделения 40-й армии вышли на левый берег реки в ночь на 22 сентября в районе Гусенцы — Кальне — Рудяков Бориспольского района Киевской области, и сходу форсировав водную преграду на подручных средствах, захватили небольшие плацдармы к северу от Ржищева в районе намелённого пункта Гребени. С выходом основных сил 40-й армии к Днепру перед 6-й понтонно-мостовой бригадой была поставлена задача обеспечить переправу на захваченные плацдармы 42-й гвардейской и 237-й стрелковых дивизий. Река в месте предстоящей переправы была не изучена, но это не помешало понтонёрам выполнить поставленную боевую задачу. Быстро произведя разведку реки, 25 сентября 1943 года они начали переброску войск на правый берег Днепра. Противник скоро обнаружил место переправы и открыл по нему интенсивный пулемётный огонь. Во время одного из рейсов понтон попал на мелководный участок. Понимая, что неподвижный понтон является хорошей мишенью для врага, несколько раз прыгал в холодную днепровскую воду и сталкивал плавсредство с мели. Его самоотверженная работа позволила расчёту довести понтон до правого берега без потерь.
Противник усиливал нажим на советские войска, захватившие плацдарм на рубеже Стайки-Гребени. Ему удалось овладеть прибрежными командными высотами, с которых переправа хорошо простреливалась. Во время одного из ночных рейсов понтон на середине реки попал под обстрел и, получив до 40 пробоин, стал тонуть. На понтоне началась паника, многие десантники попрыгали в реку. Спасая положение, сорвал с себя нательное бельё, и бросившись в воду, с его помощью заделал пробоины, тем самым дав возможность расчёту продолжить движение. Выбравшись из воды, бывший пулемётчик выкатил на палубу пулемёт и открыл ответный огонь по врагу и заставил замолчать не менее двух его огневых точек.
В начале октября 1943 года немецкое командование перебросило к северу от Ржищева танковую дивизию СС «Рейх». 2 октября 1943 года после массированной авиационной и артиллерийской подготовки немцы предприняли попытку ликвидировать находившийся здесь советский плацдарм. В течение двух суток на плацдарме шёл ожесточённый бой, но силы были слишком неравными, и 4 октября советские войска вынуждены были оставить большую часть плацдарма и отойти за Днепр. Но два полка из состава 42-й гвардейской и 237-й стрелковых дивизий продолжали героически удерживать небольшой участок суши у села Гребени. Необходимо было срочно найти новое место для высадки десанта, и с этой целью под покровом темноты на правый берег реки отправилась группа из шести добровольцев-разведчиков, в составе которой был и красноармеец Михаил Пучков.
Вспоминая события той ночи, впоследствии рассказывал:

И днём, и ночью пытались на понтонах переправляться — не получалось. На обрыве враг танки в землю зарыл, укрепился сильно. Шестерых нас послали. Переправились, подползли, уничтожили. И пошли наши понтоны, и высадилась пехота, и плацдарм захватили. Двое нас осталось — я и раненый капитан Мельников. Плыву. Одной рукой гребу, второй его поддерживаю. И так через весь Днепр…
 В дальнейшем красноармеец продолжал в составе своего расчёта самоотверженно работать на переправе, еженощно совершая через Днепр по 16-17 рейсов.
Указом Президиума Верховного Совета СССР «О присвоении звания Героя Советского Союза генералам, офицерскому, сержантскому и рядовому составу Красной Армии» от 10 января 1944 года за «образцовое выполнение боевых заданий командования на фронте борьбы с немецко-фашистскими захватчиками и проявленные при этом отвагу и геройство» был удостоен звания Героя Советского Союза с вручением ордена Ленина и медали «Золотая Звезда».
До декабря 1943 года Михаил Ильич продолжал работать на днепровских переправах южнее Киева. Наступление зимы принесло понтонёрам недолгую передышку. Раннее наступление весны 1944 года, сопровождавшееся распутицей, бездорожьем и разливом рек, заставило 6-ю понтонно-мостовую бригаду 1-го Украинского фронта включиться в Проскуровско-Черновицкую операцию. В ходе наступления в Правобережной Украине батальоны бригады осуществляли инженерное сопровождение 4-й танковой армии и сыграли заметную роль в успехе боёв за город Каменец-Подольский. Перед началом Львовско-Сандомирской операции бригада была придана 1-й гвардейской танковой армии, которая 17 июля 1944 года была введена в бой, и выполняя задачу по окружению группировки немецко-фашистских войск под Бродами с севера, к 18 июля вышла к реке Западный Буг на участке Сокаль — Кристинополь. Находившиеся в передовых частях армии понтонёры 15-го отдельного моторизованного понтонно-мостового батальона начали подготовку к форсированию реки. В это время противник с другого берега открыл сильный артиллерийский огонь. Ефрейтор Михаил Пучков был тяжело ранен и эвакуирован в госпиталь. Около восьми месяцев провёл на больничной койке.
В марте 1945 года он был комиссован из армии по инвалидности. Поселился в Орле. Некоторое время работал в органах НКВД/МВД. Затем устроился на Орловский машиностроительный завод имени М. Г. Медведева, где до выхода на пенсию работал фрезеровщиком. 25 августа 1998 года скончался. Похоронен в Орле на Троицком кладбище.

## Награды
- Медаль «Золотая Звезда» (10.01.1944);
- орден Ленина (10.01.1944);
- орден Отечественной войны 1-й степени (11.03.1985);
- орден Красной Звезды (10.10.1943);
- медали.

## Память
- Имя Героя Советского Союза М. И. Пучкова увековечено на мемориале на Площади Героев в Липецке.
- Мемориальная доска в честь Героя Советского Союза М. И. Пучкова установлена в Орле по адресу: улица Приборостроительная, 36.

## Документы
- Общедоступный электронный банк документов «Подвиг Народа в Великой Отечественной войне 1941—1945 гг.» Дата обращения: 29 июля 2013. Архивировано из оригинала 13 марта 2012 года.

Представление к званию Героя Советского Союза.
Указ Президиума Верховного Совета СССР о присвоении звания Героя Советского Союза.
Орден Отечественной войны 1-й степени (информация из карточки награждённого к 40-летию Победы).
Орден Красной Звезды (наградной лист и приказ о награждении).
- Постановление Администрации города Орла от 09.01.2002 № 10 «Об установке мемориальной доски, увековечивающей память Пучкова Михаила Ильича» (недоступная ссылка — история).